# Bandiera dell'Oblast' di Rostov
La bandiera dell'Oblast' di Rostov è il vessillo ufficiale dell'oblast' di Rostov dal 28 ottobre 1996.

## Descrizione
La bandiera è composta da tre bande orizzontali, di eguale dimensione, di colore: blu, giallo e rosso. Sull'estremità sinistra della bandiera, vi è una banda verticale di colore bianco larga di 1/5 rispetto alla larghezza della bandiera. Le proporzioni della bandiera sono di 2:3.